# Три умницы
«Три умницы» (англ. Three Wise Girls) — романтическая комедия 1932 года.

## Сюжет
В поисках лучшей жизни красавица-блондинка Кесси Барнс и её подруга Дот уезжают из родного городка и отправляются в Нью-Йорк. Вскоре Кесси понимает, что мужчины большого города ничем не отличаются от навязчивых ухажеров её родного края — после того, как она даёт отпор романтически настроенному боссу, девушку увольняют с очередного места работы. На улице она знакомится с пьяным, но галантным Джерри Декстером, и он провожает её до дома.
Далее Кесси возобновляет знакомство с подругой детства Глэдис Кейн, которая работает манекенщицей в магазине готового платья. Устроив подругу на работу, Глэдис рассказывает Кесси, что влюблена в женатого банкира по имени Артур Фелпс. Кесси в свою очередь завязывает роман с Джерри, но не знает, что он тоже женат — хотя его оправданием служит то, что он давно не живёт с супругой и безуспешно пытается выпросить у неё развод. Желая посмотреть на соперницу, миссис Декстер приходит в магазин, где работает Кесси, и просит её продемонстрировать некоторые модели. Неожиданно в магазине появляется Джерри. Известие о том, кем на самом деле является её покупательница, настолько огорчает Кесси, что она не желает даже выслушать объяснения Джерри.
Глэдис предлагает убитой горем подруге пожить у неё. Кесси просит Дот не рассказывать Джерри о её переезде, но та поддается на уговоры и выдает Джерри новый адрес подруги. Затем по телефону она сообщает Кесси, что жена Джерри согласилась дать ему развод. Кесси, воодушевленная хорошими новостями, готовится к приходу любимого, но тут в квартиру неожиданно заявляется Фелпс. Кесси умоляет его поскорее уйти, но тот отказывается, а Джерри, как и следовало ожидать, неправильно истолковывает его присутствие. Не выслушав Кесси, он отвергает её и уходит, а опечаленная девушка возвращается к себе.
Вскоре Глэдис кончает жизнь самоубийством, приняв яд, так как Фелпс бросил её и вернулся к жене. Напоследок она предостерегает Кесси и просит её не связываться с женатыми мужчинами. Потерпев неудачу в поисках счастья в большом городе, Кесси уезжает на родину. Спустя некоторое время её разыскивает Джерри, и после обещания, что скоро они поженятся, пара воссоединяется.

## Факты
- Рабочим названием фильма было  Blonde Baby (то есть Белокурая крошка).
- Премьера фильма состоялась 11 января 1932 года.

## В ролях
- Джин Харлоу — Кэсси Барнс
- Мэй Кларк — Глэдис Кейн
- Мари Прево — Дот
- Уолтер Байрон — Джерри Декстер
- Джеймсон Томас[англ.] — Артур Фелпс
- Люси Бомонт — мать Кэсси Барнс